# Droit du secret des affaires
Le droit du secret des affaires est une branche du droit privé et du droit du travail qui consiste à protéger le secret des affaires connu initialement comme secret commercial dans les pays anglo-saxons (trade secret).

## En France
Le secret des affaires est difficile à définir de façon juridique puisqu'il s'agit d’une chose qui, par nature, n’est pas visible de tous. Il est donc souvent défini a contrario.
Le secret des affaires consiste à protéger les informations de nature stratégique propres à une entreprise. C'est le juge qui doit qualifier le secret.
En tant que principe, le secret des affaires, souffre des exceptions en termes d’opposabilité, notamment à l’égard des syndicats, des journalistes et des lanceurs d’alerte. Le Conseil constitutionnel fait valoir à ce sujet l’existence d’une « exception à la protection du secret des affaires bénéficiant aux personnes physiques exerçant le droit d’alerte », mais aussi « toute personne révélant, dans le but de protéger l’intérêt général et de bonne foi, une activité illégale, une faute ou un comportement répréhensible »; les lanceurs d’alerte doivent répondre aux conditions posées par la loi relative à la transparence, à la lutte contre la corruption et à la modernisation de la vie économique (dite loi Sapin II).

### Tentatives d'instauration du secret des affaires entre 2004 et 2015
Plusieurs tentatives ont été faites depuis 2004 pour instaurer un délit de violation du secret des affaires.
En 2004, Bernard Carayon fait sans succès une proposition de loi s'inspirant du Cohen Act, et visant « l'atteinte au secret d'une information à caractère économique protégé ». Il représente cette proposition en juin 2009, toujours sans succès. En 2012, il modifie son texte et présente une troisième proposition. Cette proposition introduit un nouveau délit, la « violation du secret des affaires », passible d'une sanction de trois ans de prison et de 375 000 euros d'amende. Cette proposition est adoptée par l'Assemblée nationale, mais échoue faute d'être inscrite à l'ordre du jour par le Sénat,
, les secrets d'entreprises étant définis dans l'article 39 ADPIC, de portée plus générale que la disposition française du secret industriel.
En juillet 2014, un autre texte est proposé par Bruno Le Roux et Jean-Jacques Urvoas. Cette proposition de loi vise à définir le secret des affaires dans le code de commerce, secret qui ne serait pas opposable aux journalistes et lanceurs d'alertes, et qui est assorti de lourdes peines de prison et d'amende. Le texte n'est pas retenu à l'ordre du jour du Sénat. En 2015, un texte similaire est représenté par Richard Ferrand, sous forme d'un amendement à la loi Macron. Il prévoit 3 ans de prison et 375 000 euros d'amende, portés à 7 ans et 750 000 euros d'amende « en cas d'atteinte à la sécurité ou aux intérêts économiques essentiels de la France ». Le texte, qui soulève une vague de protestations en raison de son caractère jugé liberticide par la presse, est retiré à la demande de François Hollande.

### Arsenal législatif utilisé en l'absence de lois spécifiques
En l'absence de loi spécifique au secret des affaires, l'arsenal législatif français permet de réprimer la divulgation ou tentative de divulgation de données jugées confidentielles : condamnations au titre de l'abus de confiance (exemple : cas du salarié ayant permis la divulgation de l'affaire Clearstream 2 condamné en première instance) ; au titre de la violation de la loi Godfrain pour violation de système informatique (exemple : affaire EDF contre Greenpeace) ou pour vol de données immatérielles dans les affaires dites « Rose » (21 juin 2010) et « Michelin » (26 septembre 2011 — jugements rendus par le tribunal correctionnel de Clermont-Ferrand). Selon l'avocat qui compile ces cas, cette protection serait toutefois insuffisante, certains tribunaux ayant préalablement à cette jurisprudence hésité à qualifier de vol la copie de données. Dans le cas de l'Affaire Tefal, ce sont les motifs de  « recel d’atteinte au secret des correspondances » et de « violation du secret professionnel » qui ont été retenus contre une inspectrice du travail qui avait divulgué des documents de l'entreprise pour se plaindre des pressions dont elle faisait l'objet.

### Transposition de la directive européenne
En 2018, la transposition en droit français de la directive européenne sur le secret des affaires pose la question de la protection des journalistes, des lanceurs d'alertes, des salariés et représentants syndicaux.
En mars 2018, une tribune signée par plusieurs sociétés de journalistes et personnalités indique que la directive européenne a été « élaborée par les lobbys des multinationales et des banques d’affaires qui souhaitaient un droit plus protecteur pour leurs secrets de fabrication et leurs projets stratégiques, alors que le vol de documents et la propriété intellectuelle sont déjà encadrés par la loi » et redoute des conséquences juridiques, sociales, environnementales et sanitaires graves, car « la définition des «secrets d’affaires» est si vaste que n’importe quelle information interne à une entreprise peut désormais être classée dans cette catégorie »,,.
De son côté, le commissaire à l’information stratégique et à la sécurité économiques (CISSE) a désigné à la même période un groupe d’experts pour travailler, au-delà de l’obligation de transition de la directive, de l’enrichir, notamment en matière de sécurité économique.
Le député La République en marche Raphaël Gauvain porte cette proposition de loi controversée. Discutée au Parlement entre mars et juin 2018, la loi relative à la protection du secret des affaires est promulguée le 30 juillet (no 2018-670). Au sens de la loi, « est protégée au titre du secret des affaires toute information répondant aux critères suivants » :
1. Qui n'est pas « connue ou aisément accessible pour les personnes familières de ce type d'informations en raison de leur secteur d'activité » ;
2. Qui « revêt une valeur commerciale, effective ou potentielle, du fait de son caractère secret » ;
3. Qui a fait l'objet de « mesures de protection raisonnables » de la part de son détenteur pour en conserver le caractère secret.

Sociétés de journalistes et associations indiquent que la proposition de loi érige « le secret des affaires en principe, et la révélation d'informations d'intérêt public en exception ». Cette coalition dépose début juillet 2018, une contribution devant le Conseil constitutionnel pour faire respecter les équilibres fondamentaux et garantir le respect des libertés. Le Conseil constitutionnel valide la loi le 26 juillet. ACRIMED considère que cette loi « s’inscrit dans une tendance durable de la part des détenteurs du pouvoir économique à mobiliser les ressources du droit pour dissuader les enquêtes portant sur la façon dont ils mènent leurs affaires et soustraire ainsi à l’attention du public des informations d’intérêt général ». Elle signe pour l'association l'alliance du gouvernement d'Emmanuel Macron avec le monde capitaliste au détriment des droits des citoyens d'être informés et de la liberté de la presse.
Matthieu Dhenne, avocat, a toutefois noté que le texte de transposition français (L. 151-9 du Code de commerce) précise très légèrement les protections déjà instaurées par la directive au profit de la liberté d’expression et des lanceurs d’alerte. Concernant la première, le texte lui agrège la liberté de communication tout en indiquant qu’elle comprend notamment le respect de « la liberté de la presse », laquelle se substitue à « la liberté et le pluralisme des médias » mentionnée à l’article 5(a) de la directive. Pour les lanceurs d’alerte, la loi française ajoute une référence au droit d’alerte reconnu par l’article 6 de la loi n° 2016-1691 du 9 décembre 2016.

### Application de la loi sur le secret des affaires
En septembre 2018, l'Agence nationale de sécurité du médicament et des produits de santé empêche la transmission d'informations sur le Levothyrox à une association de victimes, au motif du secret des affaires. Il s'agit alors de la première application connue de la loi sur le secret des affaires.
Le quotidien Le Monde estime en novembre 2018 que « La non-transparence au nom du secret commercial a été l’un des principaux obstacles aux 1 500 demandes d’accès aux documents publics effectuées au cours de l’enquête internationale » portant sur les Implant Files. La Commission d’accès aux documents administratifs notamment invoque le secret des affaires pour refuser l'accès aux documents du Laboratoire national de métrologie et d'essais, un établissement public à caractère industriel et commercial (EPIC) rattaché au ministère chargé de l’industrie.
Le quotidien souhaite déposer un recours devant le tribunal administratif de Paris, et rappelle que la loi exclut le recours au secret des affaires quand il s'agit d'« exercer le droit à la liberté d’expression et de communication, y compris le respect de la liberté de la presse, et à la liberté d’information telle que proclamée dans la Charte des droits fondamentaux de l’Union européenne ».
En 2022, une inspection administrative confirme une partie des accusations du livre Les Fossoyeurs sur des « dysfonctionnements graves » au sein du groupe d’Ehpad ORPEA. L’État porte plainte sur la base de l’article 40 du code de procédure pénale qui oblige toute autorité à signaler des faits délictueux dont elle aurait connaissance et va demander le remboursement du trop perçu de dotations publiques. Le rapport d’enquête que l'inspection générale des finances (IGF) et l'inspection générale des affaires sociales (IGAS) ont remis au gouvernement est couvert selon la ministre Brigitte Bourguignon par le secret des affaires, tandis que le PDG d'ORPEA « regrette » que le rapport « ne soit ni rendu public ni mis à disposition des parties prenantes »,. Le 5 avril 2022, le gouvernement rend public le rapport d’enquête administrative.

## En Europe

### Union Européenne
À la différence des projets de lois français qui retiennent la notion de "secret des affaires", la directive européenne retient la notion de "secret d'affaires" . Selon certains commentateurs, cette terminologie aurait des incidences sur la nature de la protection. Pour Matthieu Quiniou, par exemple, la qualification européenne de secret(s) d'affaires implique la reconnaissance au moins implicite d'un droit réel, puisqu'elle permet une quantification, alors que la qualification de secret des affaires des projets français renvoyait strictement à un droit personnel.
Résistance du Sénat à adopter la proposition de loi de Bernard Carayon donc par voie normative la Commission Européenne a présenté son projet de directive sur le Secret des affaires (28 novembre 2013) qui affirme des dispositions de l’article 39.2 ADPIC.
Cette directive attend le renouvellement du Parlement européen et de la Commission pour qu’il soit transposé en droit interne, nonobstant le régime moniste adopté par la France.
L’adoption le 26 mai 2014 par le Conseil de l’Union européenne de la position sur cette directive à l’occasion du Conseil « Compétitivité », pourrait donner un coup d’accélérateur à l’évolution de la législation en France, ainsi qu’aux contributions sur ce sujet.
Lancée par Elise Lucet, animatrice de l'émission Cash Investigation, une pétition s'opposant au projet de directive a recueilli plus de 300 000 signatures,. Malgré cela, les membres de la commission des affaires juridiques (JURI) ont adopté cette directive le 16 juin 2015,. La directive a été adoptée par le Parlement européen le 14 avril 2016 et devra être transposée dans un délai de deux ans par les États membres dans leur droit interne.
À titre d'exemple, la Commission européenne a cédé aux exigences de l’industrie pharmaceutique qui lui a demandé la confidentialité sur les aides accordées pour la recherche et sur le coût des achats de Vaccin contre la Covid-19. « Le secret des affaires l’emporte donc sur l’information des citoyens ».

### Allemagne
En Allemagne, le rédacteur en chef de Correctiv, Oliver Schröm, est poursuivi en justice en 2018 pour avoir enfreint le secret des affaires, selon une loi allemande de 2004, en révélant l'affaire de fraude fiscale liée au scandale des CumEx Files. Le journal réagit en dénonçant « une attaque à la liberté de la presse »,. Le quotidien Die Welt estime que cette poursuite contre Correctiv « montre à quel point la liberté de la presse est menacée » en Allemagne.

### Belgique
En 2020, la secrétaire d'État au budget Eva De Bleeker a dévoilé les prix des vaccins négociés par l'Union Européenne à l'encontre des clauses de confidentialité et du secret des affaires sur lesquelles les industriels pensaient pouvoir compter. La révélation du prix des vaccins contre le Covid-19, négociés par Bruxelles pour les contrats signés avec les entreprises pharmaceutiques, embarrasse l’industrie et la Commission européenne. La Belgique avait acheté à six fabricants : 1,78 euro l’unité pour AstraZeneca, 6,93 euros pour Johnson & Johnson, 7,56 euros pour Sanofi/GSK, 10 euros pour CureVac, 12 euros pour Pfizer-BioNTech, 14,68 euros pour Moderna. Soit, pour la Belgique, un coût global de plus de 279 millions d’euros pour 33,5 millions de doses,.

## Dans les pays anglo-saxons
Le droit du secret des affaires existe dans les pays anglo-saxons. Aux États-Unis, c'est le Cohen Act, puis le Defend Trade Secret Act qui régissent le secret des affaires. Cependant, selon la Cour suprême, comme les entreprises ne sont pas des personnes, elles ne peuvent invoquer un droit au silence (Ve amendement) en cas de subpoena.
En 2020, lors de la pandémie du Covid-19  malgré le secret des affaires, une ONG américaine, Knowledge Ecology International (KEI), est parvenue à obtenir de l’administration américaine l’accès à la plupart des contrats passés par les États-Unis avec les industries pharmaceutiques.